# Natt på museet: Kahmunrahs återkomst
Natt på museet: Kahmunrahs återkomst (engelska: Night at the Museum: Kahmunrah Rises Again) är en amerikansk/kanadensisk/kinesisk animerad film från 2022, producerad av bland andra Walt Disney Pictures för Disney+. Filmen är regisserad av Matt Danner och skriven av Ray DeLaurentis och William Schifrin, och är den fjärde filmen i Natt på museet-serien.
Filmen hade premiär på Disney+ den 9 december 2022.

## Handling
Denna gång kretsar handlingen mest kring Larry Daleys tonårsson Nick (med röst av Joshua Bassett), som har fått jobb som nattvakt på det amerikanska naturhistoriska museet i New York, då fadern har fått jobb på ett museum i Tokyo.

## Rollista
| Rollfigur                  | Originalröst      | Svensk röst              |
| -------------------------- | ----------------- | ------------------------ |
| Nick Daley                 | Joshua Bassett    | Simon Iversen Sannemark  |
| Dr. McPhee                 | Jamie Demetriou   | Andreas Rothlin Svensson |
| Erica Daley                | Gillian Jacobs    | Beata Hedman             |
| Larry Daley                | Zachary Levi      | Jakob Stadell            |
| Mia                        | Shelby Simmons    | Matilda Smedius          |
| Ms. Montefusco             | Lidia Porto       | Astrid Assefa            |
| Ronnie                     | Bowen Yang        | Anders Öjebo             |
| Theodore "Teddy" Roosevelt | Thomas Lennon     | Kim Sulocki              |
| Laaa                       | Zachary Levi      | Oscar Harryson           |
| Jeanne d'Arc               | Alice Isaaz       | Sandra Kassman           |
| Octavius                   | Jack Whitehall    | Steve Kratz              |
| Jedediah                   | Steve Zahn        | Nick Atkinson            |
| Kahmunrah                  | Joseph Kamal      | Christian Hedlund        |
| Attila                     | Alexander Salamat | Alex Kantsjö             |
| Sacajawea                  | Kieran Sequoia    | Elif Grahn               |
| Set                        | Akmal Saleh       | Anton Olofson Raeder     |